# Holte (Dortmunder Adelsgeschlecht)

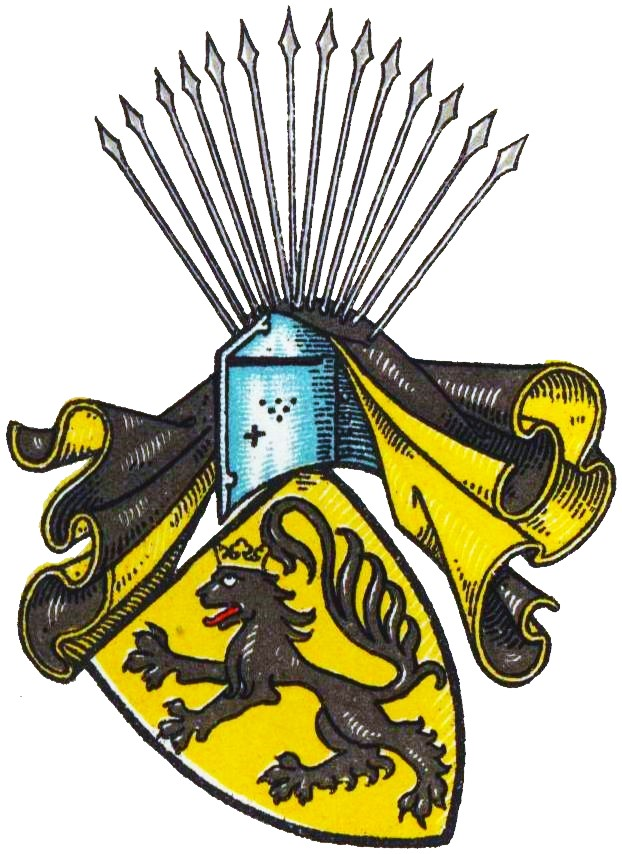
Wappen derer von Holte im Wappenbuch des Westfälischen Adels

Holte ist der Name eines erloschenen westfälischen Adelsgeschlechts.
Die Familie ist zu unterscheiden von den nichtverwandten, aus dem Osnabrücker Umfeld stammenden Edelherren von Holte.

## Geschichte
Der namensgebende Stammsitz des Geschlechts, Haus Holte, lag bei Lütgendortmund im Bereich der heutigen Ortslage Holte-Kreta. Bereits 1279 erscheint ein Henricus de Holethe, 1280 Henricus de Holte. Leo de Holte war 1302 Amtmann und Schultheis des Hofes zu Recklinghausen. 1337 gestattete Peter von Holte den Gebrüdern Gerd und Ludeke von Langen die Wiederlöse des Erbe Dichove zu Westbevern für 30 Mark und 200 Pfennige. Goswin von dem Holte war 1391 Droste zu Hörde . 1433 schoss Heidenreich von dem Holte Feuer in Werne und verbrannte viele Häuser. 1448 erscheinen die Brüder Hermann, Bertold und Henrich von Holte. Ihre Schwester Aleid, Frau des Gert von Loë erbte Haus Holte und lebte noch 1470. Durch sie kam Haus Holte an die von Loë. 1452 besiegelten Hermann und Bernd von dem Holte, Söhne Henrichs, die Eheverträge zwischen Regelen von dem Holte, Tochter von Bernd, und Goswin Hane. 1454 bedachte der Knappe Bernd von dem Holte die Vikarie zu Lütgendortmund. 1493 war Johann von dem Holte verstorben. Elbert von dem Holte erscheint 1524–1543. Henrich von dem Holte war 1525 Propst zu Oberpleis.

## Wappen
Blasonierung: In Gold ein schwarzer gekrönter Löwe. Auf dem Helm mit schwarz-goldenen Helmdecken vierzehn (oder auch weniger) silberne Lanzen.